# Jasrana
Jasrana é uma cidade e uma nagar panchayat no distrito de Firozabad, no estado indiano de Uttar Pradesh.

## Geografia
Jasrana está localizada a 27° 15′ N, 78° 41′ L. Tem uma altitude média de 169 metros (554 pés).

## Demografia
Segundo o censo de 2001, Jasrana tinha uma população de 9279 habitantes. Os indivíduos do sexo masculino constituem 53% da população e os do sexo feminino 47%. Jasrana tem uma taxa de literacia de 67%, superior à média nacional de 59.5%: a literacia no sexo masculino é de 74% e no sexo feminino é de 59%. Em Jasrana, 16% da população está abaixo dos 6 anos de idade.